# 夜宮の大珪化木

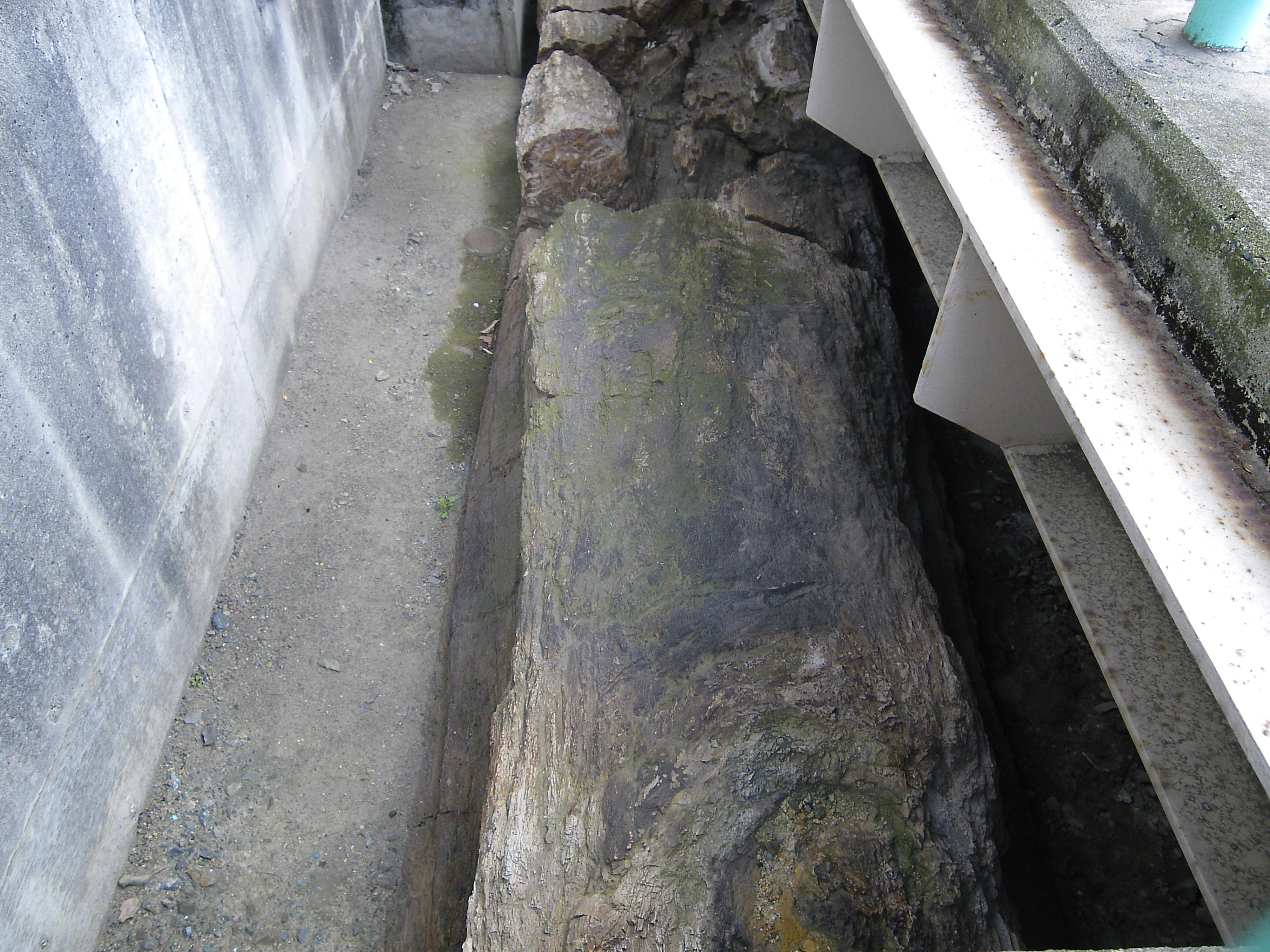
夜宮の大珪化木。2010年3月29日撮影。

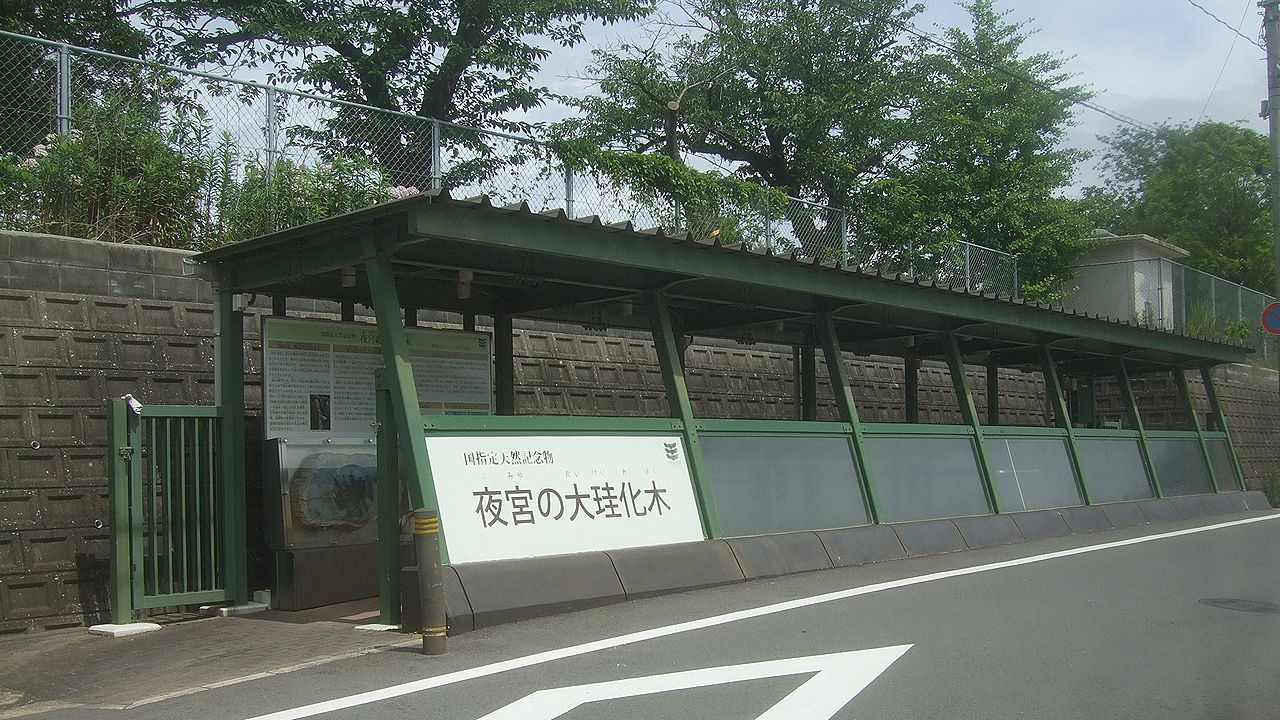
天籟寺小学校脇にある展示施設。通路になっており床のアクリル板から珪化木を見学できる

夜宮の大珪化木（よみやのだいけいかぼく）は、福岡県北九州市戸畑区夜宮2丁目にある、国の天然記念物に指定された珪化木である。
1940年（昭和15年）に、当時の戸畑市（現、戸畑区）天籟寺地区の区画整理造成中に、地下 6 m（メートル） の地中から発見された。この珪化木の直径は約 2 m 、露出部の長さは約 12 m であるが、地中に埋もれた部分も含めると約 40 m に達すると推定されており、この大きさは日本国内における珪化木の中でも最大級のものである。1957年（昭和32年）2月22日に国の天然記念物に指定された。
戸畑区内の住宅街にある北九州市立天籟寺（てんらいじ）小学校の校庭グラウンド西側の市道に沿って所在しており、一時期は埋め戻されたものの、発見当時の状態から移動されておらず、当時の状態のまま保存されている。今日では珪化木保護のためのアクリル板と解説板が設置され、それらを覆う屋根の付いた無料展示施設が北九州市により整備されており、自由に見学することが可能である。

## 解説

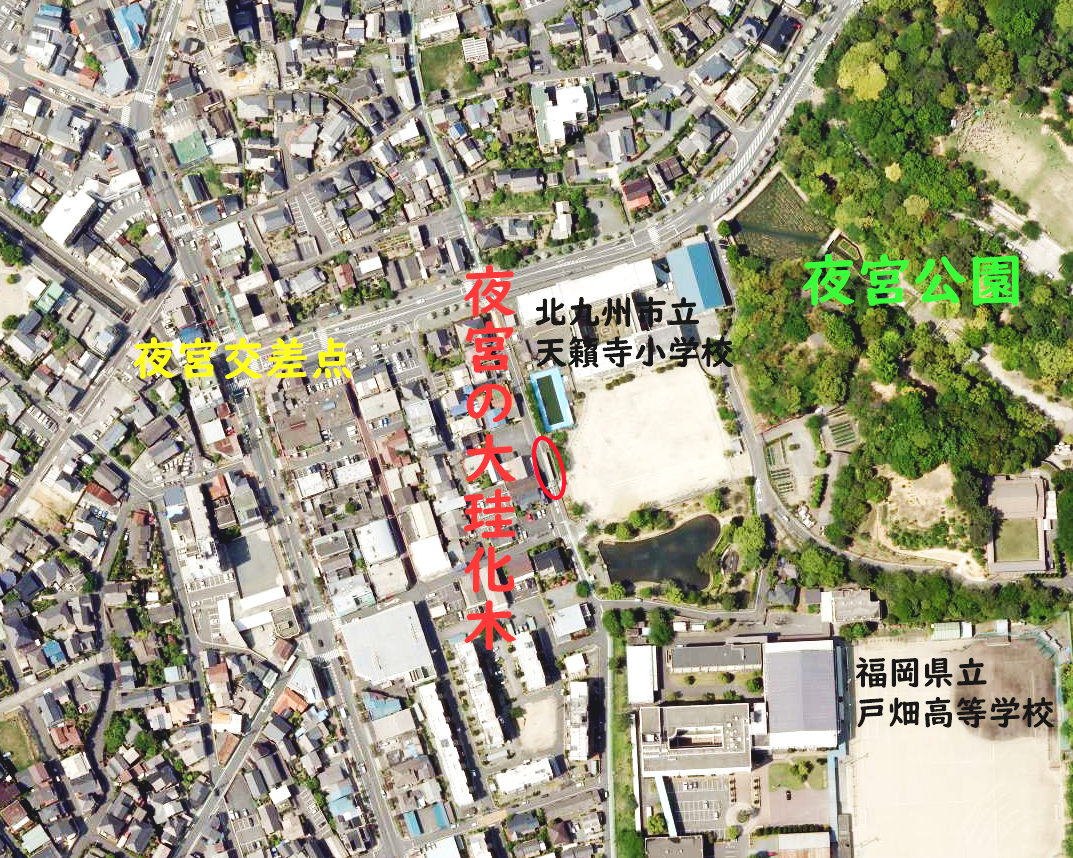
夜宮の大珪化木周辺の空中写真。画像中央付近、天籟寺小学校のプールの南側、珪化木が展示された構造物を赤色の楕円形で示した。。（2009年4月29日撮影の画像を使用作成）

夜宮の大珪化木は北九州市戸畑区の夜宮2丁目の市道の脇にある珪化木である。この場所は九州旅客鉄道（JR九州）鹿児島本線の戸畑駅から南東方向へ約 1.6 km（キロメートル）の場所にある住宅密集地であり、周辺は北九州市立天籟寺小学校や福岡県立戸畑高等学校、夜宮公園などが所在する一帯である。
この珪化木は1940年（昭和15年）10月に、天籟寺地区一帯で行われた区画整理造成中に地下 6 m の地中から発見されたが、直後に太平洋戦争戦時下となったため一旦埋め戻された経緯がある。戦後、調査のため改めて掘り返され、1957年（昭和32年）2月22日に国の天然記念物に指定された。

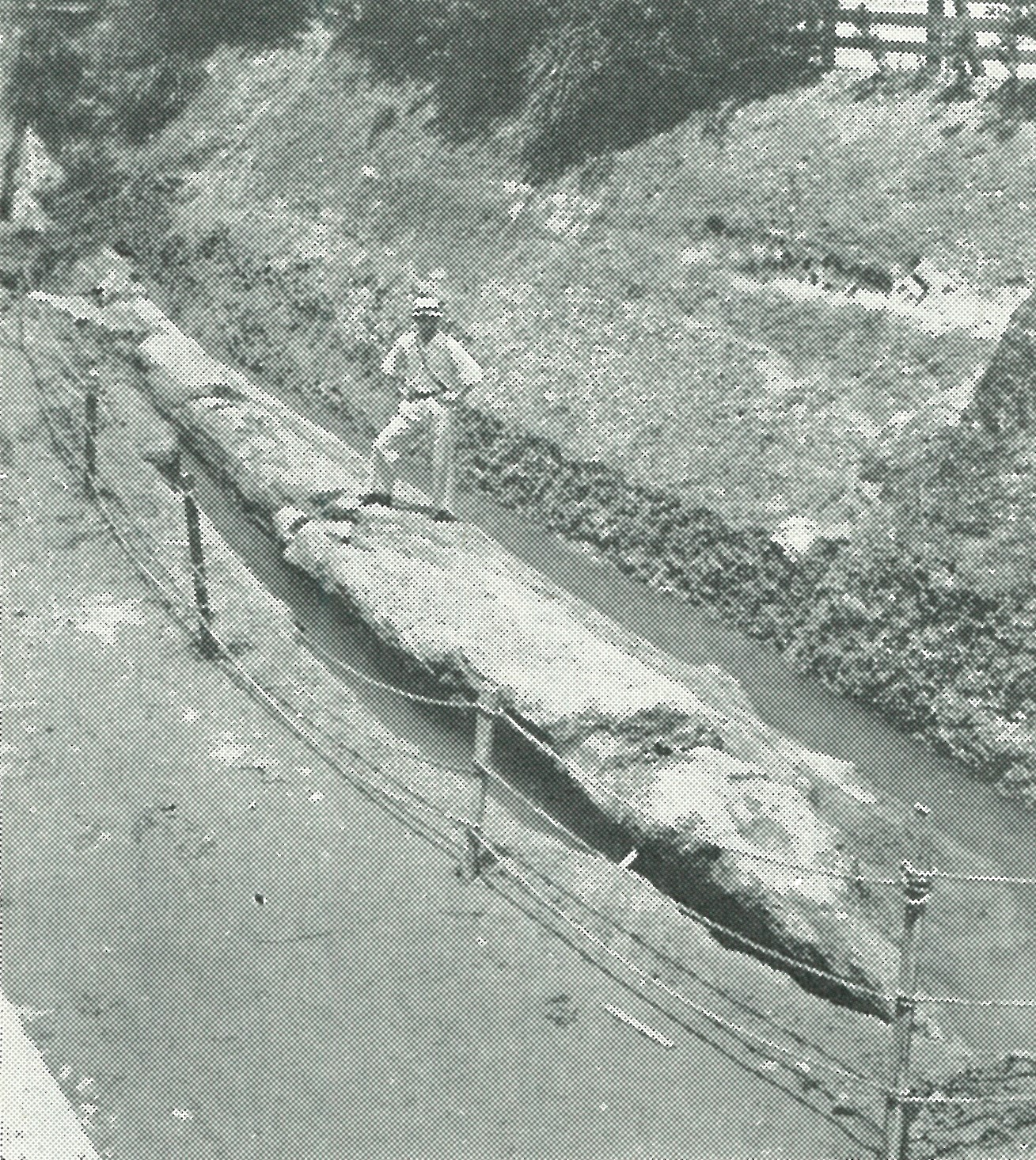
発見当時の夜宮の大珪化木。

珪化木が含まれていた地層は、約3,800万年から3,500万年前の第三紀の「大辻層群出山層」の基底部を占める「天籟寺層」と呼ばれる層の上部の下限となっているのもで、走向は北西から南東、北東に約 11° 傾いている。発見された珪化木は天籟寺層の淡灰色の凝灰質泥質砂岩の中に、根元を南側にして北北西から南南東方向に、ほぼ水平の状態で横たわっており、周囲の堆積物の状況から元々この位置に生育していたのではなく、北の方から流れて来て埋没した流木であったと考えられている。
樹種はトウダイグサ科の一種でニセホバシライシ（パラフィラントキシロン、Paraphyllanthoxylon pseudo-hobashiraishi (Ogura) Mädel）と呼ばれる、熱帯や亜熱帯の暖かい地域にかつて生育していた広葉樹の高木である。発掘の結果、地表に現れている部分は 12.85m であるが、樹上方向（先端部）は2つに分かれて地中に埋もれており、推定される総延長は 40 m 以上に達している。直径は最大 2.2 m であるが上から押されたように偏圧されており、上方から見て幅 120 cm（センチメートル）の部分の厚さは 40 cm 足らずしかなく、全体的に平べったい形状をしている。
国の天然記念物に指定された昭和30年代前半、この珪化木の保存や見学者の観察方法や、いたずらなどによる破損防止への懸念、さらに道路交通の妨げにならないための方法など、当時の戸畑市（現、戸畑区）では展示方法に頭を悩ませていたという。
その後も道路や擁壁などの構造物に覆われ、市道脇の側溝の隙間から覗き見るなど観察に適さない状態が続いたが、1980年（昭和55年）に再び掘り起こされ、市道の路面から約 1.2 m ほど掘り込んだ溝状の観察構造物が設けられ、風雨を避ける屋根や柵などが設置された。今日ではさらに、夜宮の大珪化木と同種とされ北九州市立いのちのたび博物館の屋外で展示されている珪化木の一部を輪切りにした「研磨資料」として展示されている。この研磨資料は小倉北区の白州灯台東側の響灘海底から採取されたもので、見学者が直接手で触ることが可能な展示方法が採られており、形成過程の簡単な解説板が設置されるなど珪化木について学べるよう整備されている。
北九州市では日本ジオパーク認定を目指しており、北九州ジオパーク推進連絡会が北九州市立いのちのたび博物館内に設けられ、夜宮の大珪化木は北九州ジオパークのジオポイント、貴重な地質遺産のひとつとして紹介されている。

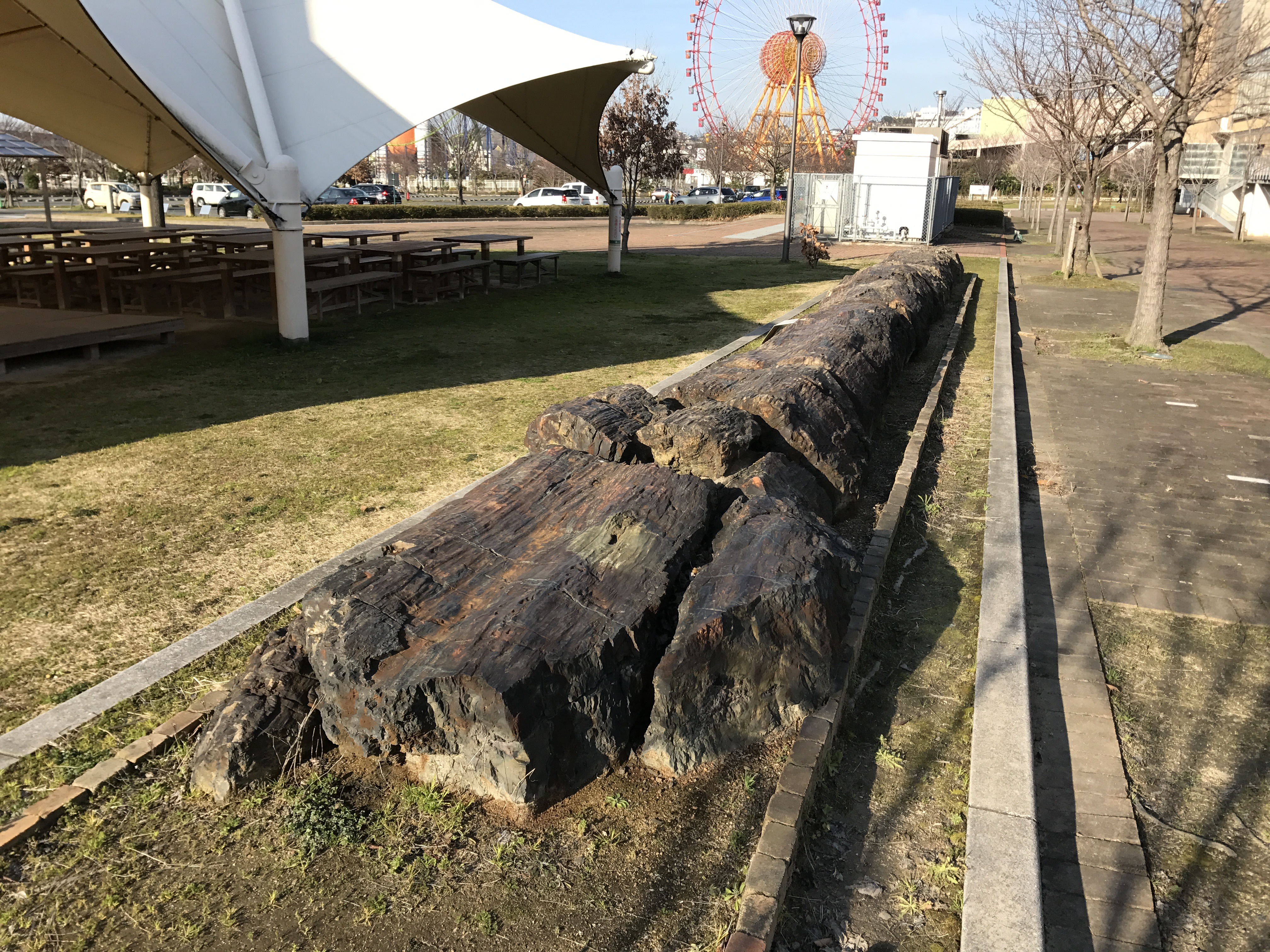
いのちのたび博物館の屋外に展示されている珪化木。響灘の海底より発見された。2017年3月3日撮影。
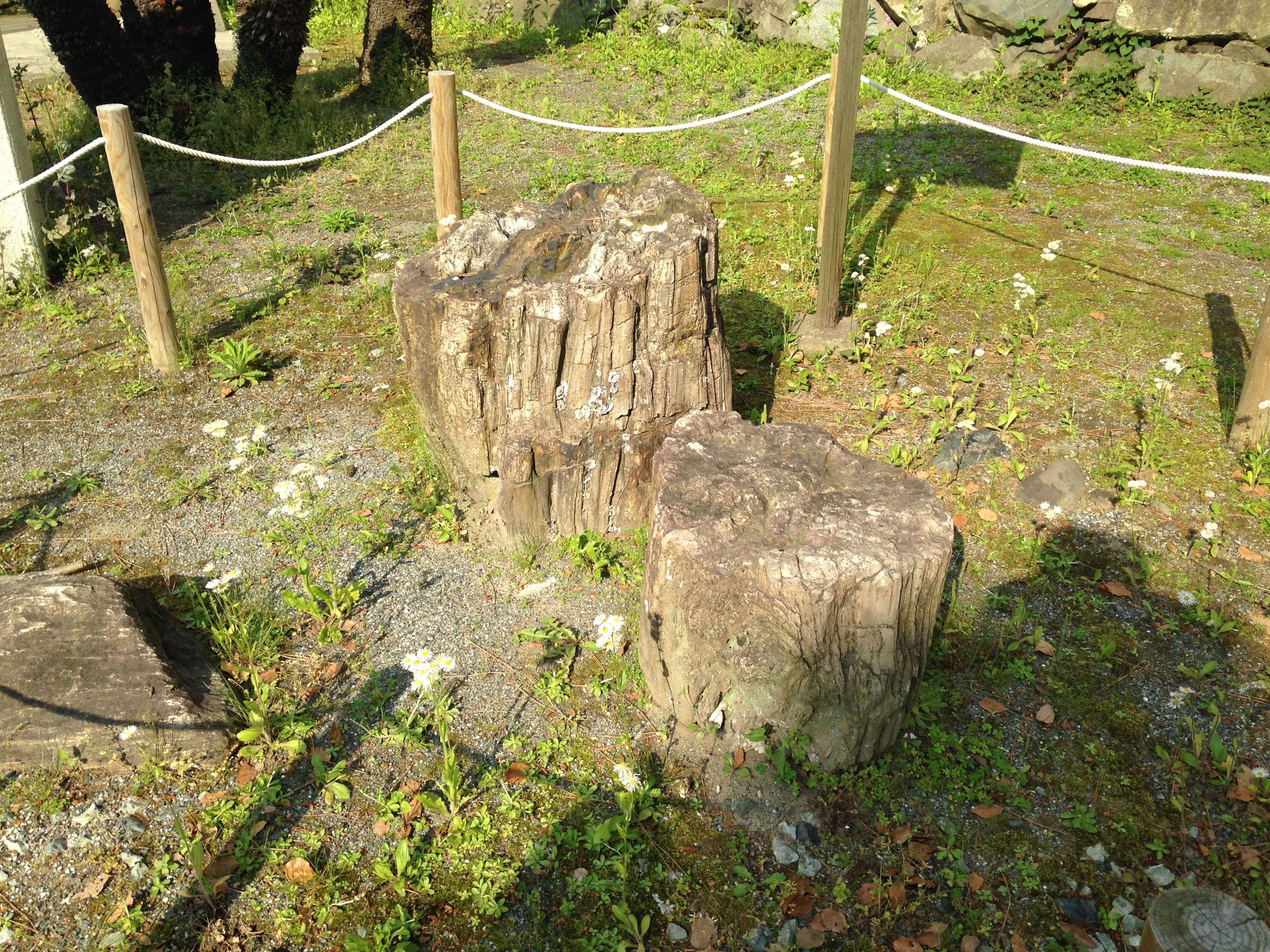
近隣の小倉城天守閣前にある響灘の海底より引き上げられた珪化木。2015年5月9日撮影。

## 交通アクセス
所在地
- 福岡県北九州市戸畑区夜宮2丁目1番内[4]。

交通
- 九州旅客鉄道（JR九州）鹿児島本線戸畑駅より西鉄バス北九州乗車、大谷入口バス停下車 徒歩5分[12]。